# Hylocitrea bonthaina
Hylocitrea bonthaina, "sydlig hylocitrea", är en fågelart i familjen hylocitreor inom ordningen tättingar. Den betraktas oftast som en underart av hylocitrea (Hylocitrea bonensis), men urskiljs sedan 2016 som egen art av Birdlife International och IUCN.
Fågeln förekommer endast på sydvästra Sulawesi. Den kategoriseras av IUCN som starkt hotad.